# Station Drzycim
Station Drzycim is een spoorwegstation in de Poolse plaats Drzycim.